# منتخب كندا لاتحاد الرغبي للسيدات
منتخب كندا لاتحاد الرغبي للسيدات (بالإنجليزية: Canada women's national rugby union team)‏ هو ممثل كندا الرسمي في المنافسات الدولية في اتحاد الرغبي في فئة رياضة نسوية. تأسس في 14 نوفمبر 1987.

## وصلات خارجية
- الموقع الرسمي